# マハンタ・タクール
マハンタ・タクール（Mahantha Thakur）はネパールの政治家。タライ・マデシ民主党（英:Tarai-Madhesh Loktantrik Party）の創設者で党首。2008年4月10日の制憲議会選挙では落選したが、6月、内閣指名で制憲議会議員となる。
元ネパール会議派の古参の幹部で科学技術大臣だったが、政府の方針に反対して2007年12月10日、マデシ出身の立法議会議員4人と議員を辞めてしまう。これが、新党立ち上げの布石だったようだ。2007年12月27日、タライ・マデシ民主党を結成した。ジャーナリストの小倉清子は「ネパール会議派リーダーのなかでは、めずらしいほどに正直でクリーンな人物」という趣旨の評価をしている。
個人的な経歴は不明な点が多い。